# Berekum Arsenal Football Club
Berekum Arsenal Football Club, meglio conosciuto come Berekum Arsenal, è una società calcistica ghanese con sede nella città di Berekum. Disputa le proprie partite casalinghe al Berekum Sports Stadium e milita nella Ghana Premier League.

## Storia
Il club venne fondato nel 1978 e trasse i colori ed il nome dal sodalizio inglese dell'Arsenal.

## Palmarès

### Altri piazzamenti
- Ghana Premier League:

Secondo posto: 2012-2013